# 奥斯德瓦拉格尔
奥斯德瓦拉格尔，是西班牙加泰罗尼亚莱里达省的一个市镇。 总面积135平方公里，总人口804人（2001年），人口密度6人/平方公里。